# 1884

## Събития

### По света
- 1 февруари – Излиза първото издание на Оксфордски английски речник.
- 5 февруари – Основан е Футболен клуб Дарби Каунти.
- 7 март – Основана е Мадритската епархия.
- 13 март – Започва обсадата на Хартум, Судан, от махдистите на Мухаммад Ахмад. По това време, градът е под Британско владение.
- 22 април – Силно земетресение в Колчестър, Англия. Обявено е за най-разрушителното земетресение във Великобритания през последните 400 години, с малко човешки жертви.
- 5 юли – Германия обявява Камерун за своя колония.
- октомври – Международна конференция, проведена във Вашингтон, определя Гринуичкия меридиан за главен (нулев) меридиан.
- 2 ноември – Тимишоара, Румъния, е първият европейски град, по чийто улици е поставено електрическо осветление.
- 6 декември – Завършен е Вашингтонския монумент, един от символите на столицата на САЩ.
- Публикуван е романът „Приключенията на Хъкълбери Фин“ на Марк Твен.
- Основан е Футболен клуб Лестър Сити под името Лестър Фос.

### В България
- 12 януари (31 декември 1883 стар стил) – Съставено е деветото правителство на България, начело с Драган Цанков.
- 11 юли (29 юни стар стил) – Съставено е десетото правителство на България, начело с Петко Каравелов.

## Родени
- Ставре Гогов, български революционер
- Велимир Прелич, сръбски юрист
- Георги Ацев, български революционер
- Герман Лямадис, гръцки духовник
- 1 ноември – Владислав Алексиев, български юрист
- 1 януари – Хосе Пинеда, инспански футболист и треньор
- 15 януари – Георги Манев, български физик
- 18 януари – Павел Францалийски, български художник
- 19 януари – Георги Кьосеиванов, български политик
- 20 януари – Абрахам Мерит, американски писател
- 26 януари – Едуард Сапир, американски езиковед
- 28 януари – Йордан Пеев, български военен деец
- 30 януари – Божидар Здравков, български политик
- 31 януари – Теодор Хойс, 1-ви бундеспрезидент на Германия
- 20 февруари – Константин Константинеску, румънски държавник и генерал
- 24 февруари – Иван Абаджиев, български офицер
- 26 или 27 февруари – Костас Варналис, гръцки писател
- 16 март – Александър Беляев, руски писател
- 1 април – Георги Богровски, български политик
- 3 април – Иван Йончев, български поет
- 6 април – Михаил Доростолски и Червенски, български духовник
- 22 април – Ото Ранк, австрийски психоаналитик
- 8 май – Хари С. Труман, 33-ти президент на САЩ
- 15 май – Добри Терпешев, деец на БКП, партизанин, български държавник
- 20 май – Димо Кьорчев, български философ и политик
- 28 май – Константин Йоцу, румънски архитект
- 13 юни – Добри Божилов, български политик
- 27 юни – Гастон Башлар, френски философ и поет
- 7 юли – Лион Фойхтвангер, немски белетрист и драматург
- 9 юли – Михаил Бородин, руски дипломат
- 12 юли – Амедео Модиляни, италиански художник († 1920)
- 2 август – Ромуло Галегос, венецуелски писател и политик
- 15 август – Страшимир Кринчев, български писател, литературен и театрален критик
- 20 август – Цвятко Бобошевски, български политик
- 14 септември – Стоян Кантуров, български революционер
- 11 октомври – Елинор Рузвелт, първа дама на САЩ (1933 – 1945)
- 26 октомври – Антон Иванов, български партизанин
- 1 ноември – Анибале Бергонзоли, италиански офицер
- 1 декември – Александра Датска, Кралица на Великобритания, Императрица на Индия и Датска принцеса
- 2 декември – Яхия Кемал Беятлъ, турски поет и политик
- 5 декември – Александър Греков, български политик
- 20 декември – Хидеки Тоджо, японски военачалник и политик

## Починали
- Иларион Ловчански, епископ Ловчански, първи екзарх Български
- 6 януари – Грегор Мендел, австрийски ботаник
- 19 март – Елиас Льонрот, финландски филолог
- 28 март – Леополд, херцог на Олбани, син на кралица Виктория (р. 1853)
- 12 май – Бедржих Сметана, чешки композитор
- 19 юни – Едуард Тотлебен, руски генерал
- 10 юли – Пол Чарлс Морфи, американски шахматист
- 10 юли – Пол Морфи, американски шахматист
- 18 юли – Фердинанд фон Хохщетер, австрийски геолог